# Andreas Amsel
Andreas Amsel (* 18. November 1625 in Rostock; † 27. Mai oder 28. Mai 1685 ebenda) war ein deutscher Rechtswissenschaftler.

## Leben
Andreas Amsel wurde geboren als Sohn des Sekretärs an der Rostocker juristischen Fakultät Johannes Amsel. Die Familie stammte ursprünglich aus der Steiermark, musste aber wegen ihrer Konfession auswandern. Seine Brüder Georg und Friedrich Amsel waren ebenfalls Juristen.
Amsel besuchte zunächst eine Rostocker Schule, ab 1641 eine Lübecker. Zum Studium bezog er zunächst die Universität Königsberg, dann die Universität Rostock. Daneben wirkte er als Hofmeister und reiste als solcher durch England und Frankreich. Am 24. September 1657 beendete er das Studium und wurde Lizenziat der Rechtswissenschaften. 1655 wurde er in Rostock zum Universitätssektretär ernannt, wurde 1674 zum Doktor der Rechtswissenschaften promoviert und wurde zwei Jahre danach schließlich Professor der Rechte/Institutionen. Seit 1681 unterrichtete er Rechte bzw. Pandekten. Im Sommersemester 1682 war er 522. Rektor der Universität. Daneben wirkte er als Assessor des Universitätskonsistoriums und war mit Margarethe Schmidt, deren Vater ein Rostocker Bürgermeister war, verheiratet. Der Ehe entstammt der Rechtswissenschaftler Johann Amsel (1665–1732). Die Professur hielt er bis zu seinem Tode inne. Sein Nachfolger bei beiden Professuren war Johann Festing.

## Werke
- Decisiones Controversarum Iuris Quaestionum Ad IV. Institut. Imperialium Libros (Rostock 1658)
- Disputatio Iuris Publici De Maioribus Maiestatis Iuribus (Rostock 1682)
- Discursus Iuris Publici De Bello (Rostock 1682)
- Rex Succedens, discursu Iuris Publici Occupationis nempe, Electionis & Successionis tractatione exhibitus (Rostock 1683)
- Disputatio Inauguralis Iuridica, De Collectis (Rostock 1684)
- Programma Quo Andreas Amsel / D. Sereniss Ducum Mecleburg. Consistorii Provin. Adsess. […] Decanus, Suo & Dnn. Collegarum nomine, Ad Disputationem Inauguralem, Quam […] Joannes Crause, Rostochiensis, De Collectis Ad d. XX. Martii […] constituit, Omnes literatos […] observanter & officiose invitat (Rostock 1684)